# Aetobatus guttatus
Aetobatus guttatus är en rockeart som först beskrevs av Shaw 1804.  Aetobatus guttatus ingår i släktet Aetobatus och familjen örnrockor. IUCN kategoriserar arten globalt som otillräckligt studerad. Inga underarter finns listade i Catalogue of Life.